# ヴィルヘルム・クラーマー

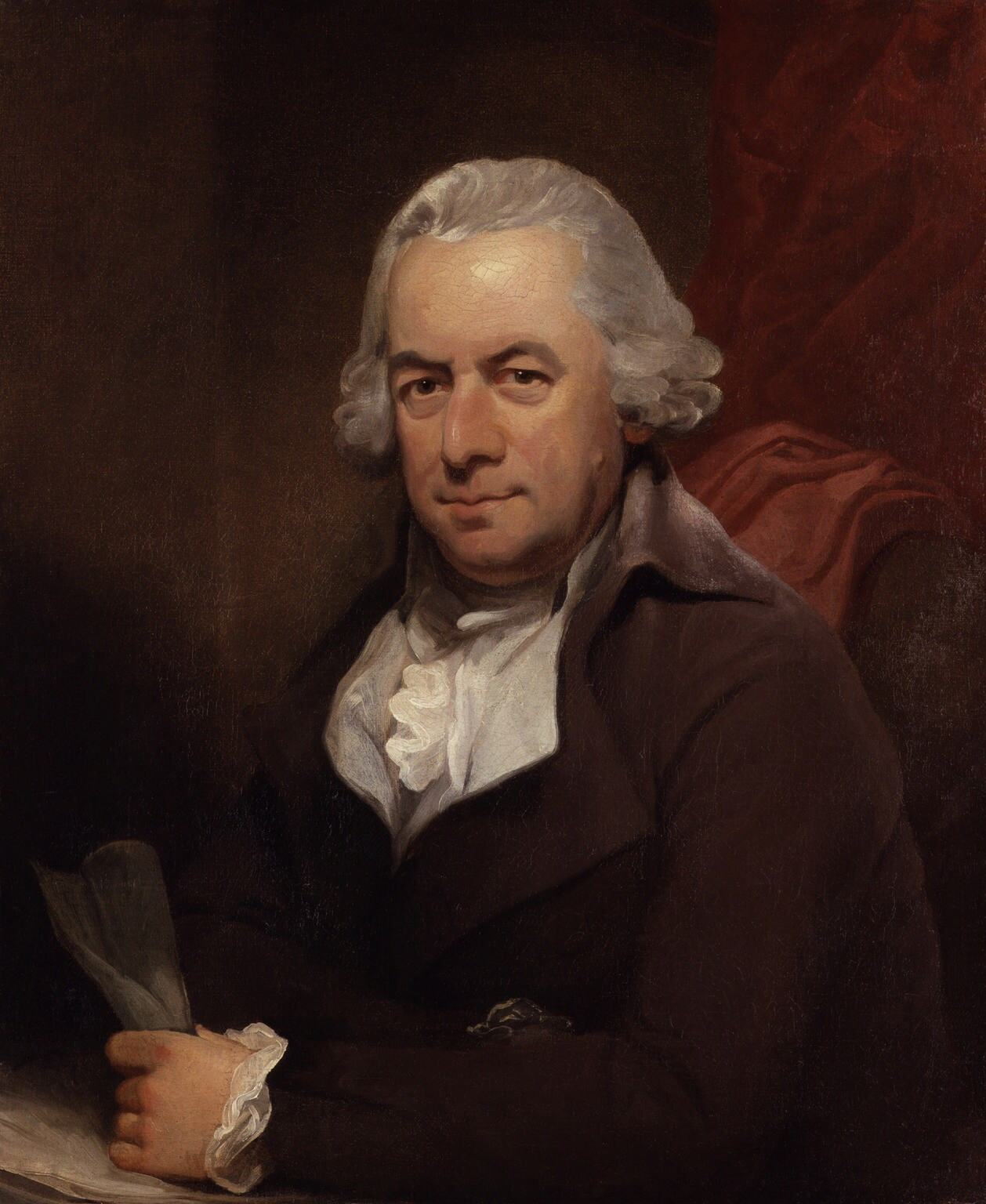
クラーマーの肖像（1794年）

ヴィルヘルム・クラーマー（Wilhelm Cramer、1746年6月2日受洗 - 1799年10月5日）は、ドイツ人のヴァイオリニスト、指揮者。主にイギリスで活動した。

## 生涯
クラーマーはマンハイムに生まれた。父親も音楽家であり、幼いころからヴァイオリンの才覚を表した。ヨハン・シュターミッツ、ドメニコ・バスコーニ、クリスティアン・カンナビヒらに学んだ。はじめマンハイムのプファルツ選帝侯カール・テオドールの宮廷オーケストラのヴァイオリニストとして働いたが、シュトゥットガルトのヴュルテンベルク公爵に雇われ、その許可を得てヨーロッパ各地の演奏旅行を行った。パリのコンセール・スピリチュエルで演奏会を行った後、1772年にロンドン演奏旅行で成功したクラーマーは、ヨハン・クリスティアン・バッハの勧めによって妻子を呼びよせてロンドンに永住することにした。
ロンドンでクラーマーはまずバッハ＝アーベル・コンサートで演奏を行い、1780年には過去の音楽を演奏する団体であるコンサーツ・オブ・エンシェント・ミュージック (Concerts of Antient Music) のリーダー、バッハ没後の1783年にはバッハ＝アーベル・コンサートを引き継ぐ団体としてハノーヴァー・スクエア・ルームズではじめられたプロフェッショナル・コンサート (Professional Concerts) のリーダーに就任した。その他多数の団体で指揮者として活躍し、クラーマーの関係しない音楽イベントが珍しいほどだった。
1777年に王立音楽家協会 (Royal Society of Musicians) への入会が認められた。
クラーマーのプロフェッショナル・コンサートはヨハン・ペーター・ザーロモンが1786年に開始したコンサートとライバル関係にあり、とくに1791-1792年に両者の対抗関係は最高潮に達した。1791年にザーロモンがフランツ・ヨーゼフ・ハイドンをロンドンに招くと、プロフェッショナル・コンサート側は対抗してハイドンの門人であるイグナツ・プライエルを招いた。当時プライエルは協奏交響曲の作曲家として評判が高く、ハイドンの協奏交響曲(Hob.I:105)はおそらくそれに対抗して作曲された。
1799年にロンドンのメリルボーンで没した。

## 妻子
クラーマーはマンハイム時代に結婚し、長男のヨハン・バプティスト・クラーマーは有名なピアニストになった。次男のフランツ・クラーマー (Franz Cramer) は王の音楽師範の職を得た。